# Tico-Tico (jornalista)
José Carlos de Morais, conhecido como Tico-Tico (Angatuba, 24 de novembro de 1922 — São Paulo, 15 de setembro de 1999), foi um dos primeiros repórteres da televisão brasileira.

## Biografia
José Carlos, ainda jovem, iniciou sua carreira de locutor montando o primeiro sistema de alto falantes da praça da Matriz em Angatuba, depois seguiu a capital paulista onde formou-se advogado pela Faculdade de Direito do Largo São Francisco.
José Carlos de Morais tornou-se conhecido como sendo o repórter "em primeira mão". Trabalhou com Carlos Spera e Maurício Loureiro Gama, entre outros pioneiros da televisão. Seu pai, Cornélio Vieira de Morais durante a década de 30 foi prefeito de Angatuba. Pelo lado materno, era neto de Cornélio Vieira de Camargo, conhecido político de Tatuí, um dos fundadores da Quadra.
Um de seus irmãos foi secretário de Justiça do prefeito de São Paulo na época de Jânio da Silva Quadros. "Tico-tico" está sepultado no cemitério São Paulo, localizado na capital paulista.
José Carlos conseguiu seu primeiro emprego na Agência Nacional. Foi também locutor de rádio. Seu sotaque “caipira” foi um primeiro entrave, mas Tico-Tico, já então com o codinome, conseguiu superá-lo.
Entrou na Faculdade de Direito São Francisco, onde também começou a participar da Caravana Artística de 11 de agosto, como cantor de “emboladas”, que era moda na época. Tico-Tico passou por vários jornais e emissoras de rádio. Esteve na Rádio Educadora Paulista, Rádio São Paulo, Rádio Panamericana, Rádio Record, Rádio Bandeirantes, Rádio Tupi Difusora. Fez reportagens marcantes, como entrevistas de campanhas eleitorais, posses de governadores e presidentes, nacionais e internacionais.
Tico-Tico entrevistou todos os papas de sua época, assim como personalidades máximas, políticas do mundo inteiro. Foi capaz de colocar-se no paralama do carro de presidente americano Eisenhawer, para entrevistá-lo. Também entrevistou Guevara, Fidel, Kennedy, e vários outros. Esteve na União Soviética, ainda durante a Guerra Fria. Passou para a televisão e foi o primeiro a adptar um pequeno teipe, para agilizar as gravações. Com Mauricio Loureiro Gama, iniciou os jornais verspertinos pera televisão. Fez, por vários anos, o jornal Edição Extra, na TV Tupi de São Paulo.Tico-Tico também trabalhou na TV Bandeirantes São Paulo.